# Fresne-le-Plan
Fresne-le-Plan – miejscowość i gmina we Francji, w regionie Normandia, w departamencie Sekwana Nadmorska.
Według danych na rok 1990 gminę zamieszkiwało 379 osób, a gęstość zaludnienia wynosiła 55 osób/km² (wśród 1421 gmin Górnej Normandii Fresne-le-Plan plasuje się na 545. miejscu pod względem liczby ludności, natomiast pod względem powierzchni na miejscu 541.).